# Euszták
Az Euszták görög eredetű név, a jelentése dús kalászú, termékeny.

## Képzett és rokon nevek
- Lestár:[1] az Eustachius (magyarul Euszták) név Leustachius változatából származó magyar név.[3]

## Gyakorisága
Az 1990-es években az Euszták és a Lestár szórványos név, a 2000-es években nem szerepelnek a 100 leggyakoribb férfinév között.

## Névnapok
Euszták
- április 14.
- július 16.[2]
- szeptember 20.

Lestár:
- március 29.[3]
- július 16.[3]

## Híres Eusztákok, Lestárok
- Báró aranyosmedgyesi Mednyánszky László József Boldizsár Euszták festőművész
- Gyulaffy Lestár (1557-1605) történetíró, diplomata, fejedelmi titkár és követ.